# Mount Moulton
Mount Moulton är ett berg i Antarktis. Det ligger i Västantarktis. Inget land gör anspråk på området. Toppen på Mount Moulton är 3 070 meter över havet.
Terrängen runt Mount Moulton är kuperad söderut, men norrut är den bergig. Trakten är obefolkad. Det finns inga samhällen i närheten.